# Взятие Рязани Батыем
Взя́тие Ряза́ни Баты́ем (декабрь 1237 года) — один из первых эпизодов монголо-татарского нашествия на Русь и западного похода монголов. После пятидневной осады столица Рязанского княжества была взята, после чего полностью уничтожена войсками Батыя.
Рязанское княжество первым из русских княжеств оказалось на пути завоевателей. Орда чингизида Батыя вторглась в рязанские пределы осенью 1237 года. Перебив высланное навстречу посольство рязанских князей и разгромив их дружины в пограничном сражении, монголы разорили ряд других городов, после чего осадили Рязань. В результате ожесточённого штурма город был захвачен и разрушен, население — истреблено. Рязань в дальнейшем так и не смогла восстановиться, и вскоре немногие уцелевшие жители покинули её; сейчас городище на месте Рязани известно как Старая Рязань. Столица княжества была перенесена на 50 км северо-западнее в Переяславль-Рязанский, который с 1778 года стал именоваться Рязанью.

## Характеристика монгольских и русских войск

### Монголо-татары
Точная численность войск Батыя, вторгшихся в русские земли, неизвестна. Большинством русских дореволюционных историков размер орды определялся в 300 тысяч воинов, а с учётом отрядов, примкнувших по пути, и отрядов народов, покорённых на пути к Волге, озвучивалась цифра в 500 тысяч человек. Схожие оценки давали некоторые советские историки. Древнерусские летописи не дают точных цифр, указывая только на огромные размеры монгольской армии.
Опираясь на сведения о принадлежности каждому чингизиду отдельного тумена (10 000 воинов) и на то, что в Западном походе монголов участвовали тринадцать чингизидов, профессор В. Каргалов оценивал численность орды Батыя в 120—140 тысяч воинов. Отдельные тумены также могли быть у знатных военачальников Батыя — Субэдэя, Бурундая и др. Не все чингизиды приняли участие в самом походе на Русь — часть из них продолжала вести боевые действия против половцев. Оценки Каргалова придерживаются и другие современные российские историки. Рашид ад-Дин писал, что непосредственно в осаде Рязани участвовали семь чингизидов (Батый, Орда, Гуюк, Мунке, Кюльхан, Кадан и Бури).

### Русские
Численность рязанского войска также неизвестна. К моменту монголо-татарского вторжения в Рязанском княжестве выделились два удела — в Пронске и Коломне. И рязанский князь Юрий Ингваревич, и удельные князья имели собственные дружины, а города при необходимости выставляли полки ополчения. Как отмечают исследователи военного дела Древней Руси, княжеские дружины превосходили монгольскую армию по вооружению, тактическим приёмам и боевому строю. Массово применялись тяжёлые доспехи. Их слабыми сторонами были небольшая численность и то, что они были малопригодны к действиям под единым командованием и по единому плану.
Рязанские князья и воеводы имели опыт боевых действий против половцев, периодически тревоживших рубежи княжества, но не имели опыта борьбы с монголами, поскольку не принимали участия в битве на Калке в 1223 году.

## Укрепления Рязани
Города Рязанского княжества, как и другие на Руси, имели мощные оборонительные системы. Рязань была крупнейшей крепостью княжества. Она состояла из детинца, «среднего города» и «столичного города». Протяжённость укреплений самой Рязани составляла около 3,5 километров, защищённая валами и стенами площадь города достигала 65 га. Население Рязани, по данным В. П. Даркевича, к началу XIII века достигло 8000 жителей. Поскольку Рязань (и Белгород-Рязанский) были сожжены Всеволодом Большое Гнездо в 1208 году, их укрепления к 1237 году были относительно новыми.
Укрепления Рязани состояли из рва, валов, стен и башен. В основе рязанских валов были поставленные рядом срубы, которые внутри засыпались землей. Такая конструкция придавала валу прочность и определённую крутизну, предохраняла его от оползания. Высота валов достигала 10 метров. Перед ними с напольной стороны был выкопан ров. Между рвом и валом была берма — горизонтальная площадка шириной два метра, предохранявшая насыпь от размыва. На валах находились деревянные стены и башни, причем башни выступали за линию стен на 1—1,5 метра, чтобы с них по атакующим могла вестись фланговая стрельба.

## Предыстория
См. также Битва на реке Воронеж, Повесть о разорении Рязани Батыем (исторический подтекст)
Рязанское княжество стало первым на пути завоевателей. Перед вторжением Батый приказал провести разведку. В конце осени 1237 года его войско расположилось на южных рубежах Рязанского княжества (в окрестностях нынешнего Тамбова, более 200 км от Рязани), откуда было отправлено посольство с требованием от князя Юрия Ингваревича «десятины во всём: в людях, в князьях, в конях, во всём десятое». Князь Юрий ответил: «когда нас не будет, тогда возьмёте всё». Согласно «Повести о разорении Рязани Батыем», князь сразу послал за помощью к Юрию Всеволодовичу Владимирскому и Михаилу Всеволодовичу Черниговскому. Согласно же Новгородской летописи, послы были отправлены лишь после поражения рязанских войск на реке Воронеж. Монгольских послов Юрий Ингваревич также отправил во Владимир. Согласно «Повести…», Юрий Ингваревич отправил к Батыю ответное посольство, которое возглавил его сын Фёдор. Автор «Повести о разорении Рязани Батыем» в составе посольства упоминал «других князей и воинов лучших».  Батый принял дары послов и устроил в их честь пир, где пообещал не нападать на Рязанское княжество. На пиру чингизиды начали требовать у послов их дочерей и жён, а сам Батый потребовал от Фёдора привести ему на ложе жену Евпраксию. Получив отказ, монголы перебили посольство. Уцелел только пестун князя Фёдора Апоница, который и принёс в Рязань весть о его трагической гибели. Узнав о смерти мужа, Евпраксия вместе с грудным ребёнком Иваном бросилась с крыши терема. Согласно «Повести», тело князя Фёдора после нашествия Батыя было привезено в Зарайск, где его похоронили вместе с женой и сыном.
К моменту получения известий о гибели сына Юрий Ингваревич Рязанский собрал в столице княжества войска, на помощь ему пришли князья с дружинами из Пронска и Мурома. Автор «Повести о разорении Рязани Батыем» писал о событиях после гибели князя Фёдора: «И плакал город весь много времени. И едва отдохнул князь от великого того плача и рыдания, стал собирать воинство свое и расставлять полки». Убийство рязанского княжича могло иметь целью спровоцировать Юрия Инваревича на вывод войска в поле, не дожидаясь войска Владимиро-Суздальского княжества, которое под командованием князя Всеволода Юрьевича отправилось на помощь рязанцам. Таким образом, перебив рязанское посольство, Батый вынудил русские рати вступать в бой по отдельности. По версии В. В. Каргалова, рязанское войско пошло к границе княжества, чтобы усилить пограничные гарнизоны и не допустить прорыва противника в свои земли.
В ожесточённой битве на реке Воронеж обе стороны понесли значительные потери, но рязанское войско в итоге было разбито. В битве погибли муромские князья Юрий Давыдович и Олег Юрьевич. По версии «Повести о разорении Рязани Батыем», именно здесь был убит и Юрий Ингваревич Рязанский, а Олег Ингваревич попал в плен. Согласно ряду летописей, Юрий Ингваревич Рязанский погиб при обороне Рязани.

## Оборона Рязани
Батый повёл войска к Рязани. Согласно русским летописям, его передовые разъезды подошли к городу 16 декабря. В Рязани не было сильного гарнизона, а княжеская дружина и городской полк были уничтожены в битве на реке Воронеж. Город поэтому обороняли немногочисленные уцелевшие в той битве воины, личная охрана княжеской семьи, жители города и окрестных сёл.
Точная длительность боев за Рязань остается предметом дискуссий в историографии. По данным русских летописей и др. источников, штурм длился с 16 по 21 декабря 1237 года. Согласно китайскому источнику «Юань ши», бои продолжались семь дней. Согласно сведениям Рашид ад-Дина, Рязань была взята после трех дней сражения.
Окружив город тыном, монголо-татарские отряды приступили к штурму. Они постоянно бросали в атаку свежие силы, в то время как рязанцы были измотаны длительным сражением. В. В. Каргалов предположил, что в боях за Рязань войска Батыя применяли тактику, опробованную при осадах китайских и среднеазиатских городов, которая заключалась в постоянной смене атакующих туменов, что позволяло вести бой без перерыва. Автор «Повести о разорении Рязани Батыем» писал: «И обступили город, и начали биться пять дней не отступая. Воины Батыева войска переменялись и отдыхали, а горожане бились бессменно. И многих горожан убили, а других ранили, а иные от долгой битвы обессилели».
Осада длилась пять дней. В течение этого времени осаждающие непрерывно обстреливали город из баллист и катапульт, которые были размещены непосредственно за тыном напротив тех мест, которые считали уязвимыми и где монголо-татары планировали пробить бреши в стенах. Тяжелые камни повреждали башни и ворота, рушили заборола на стенах. В городе разгорались пожары. Тем временем защитники Рязани обрушивали на головы атакующих стрелы и камни, лили смолу и кипяток, сходились в рукопашных схватках.
Согласно данным русских летописей, в ночь с 20 на 21 декабря монголо-татарские войска начали последний штурм. После упорного сражения на валах и стенах они ворвались в Рязань. Немногочисленные уцелевшие защитники продолжили бой на улицах и площадях города. Последние из них отступили к каменным церквям, где спасения искали женщины, дети и те из мужчин, кто не мог сражаться. Но церкви также были взяты и разгромлены монголо-татарами. Согласно «Повести о разорении Рязани Батыем», в церквях монголо-татары перебили укрывшихся там людей, в том числе и семью князя Юрия Ингваревича. Население города было истреблено, сама Рязань была сожжена. «Повесть» так описала итог гибели города:
И не осталось во граде ни одного живого, все заодно погибли и одну на всех чашу смертную испили. Не осталось там ни стонущего, ни плачущего: ни отца и матери по детям, ни ребёнка по отцу и по матери, ни брата по брату, ни по родным, но все вместе мёртвыми лежали. И всё это случилось за грехи наши!

## Дальнейшие события
Уничтожив Рязань, орды Батыя двинулись вверх по Оке, разрушая другие города княжества — Ожск, Ольгов, Переяславль-Рязанский, Борисов-Глебов. У Коломны они столкнулись с дружиной коломенского князя Романа и владимиро-суздальскими войсками под предводительством князя Всеволода Юрьевича и воеводы Еремея Глебовича. В ожесточённом сражении русские рати были разбиты. Роман Ингваревич и Еремей Глебович погибли в бою, а Всеволод Юрьевич сумел спастись и с небольшой дружиной отступил во Владимир. Со стороны монголо-татар погиб хан Кюлькан, ставший единственным чингизидом, погибшим в этом походе.
Согласно «Повести о разорении Рязани Батыем», частично основанной на народном фольклоре, непосредственно после битвы у Коломны отдыхающее войско Батыя атаковал русский отряд во главе с рязанским боярином Евпатием Коловратом. Во время нашествия он был в Чернигове, и к моменту его возвращения Рязань уже была уничтожена. Собрав из уцелевших жителей княжества отряд в 1600—1700 человек, он отправился в погоню за туменами Батыя и нагнал их в пределах Владимиро-Суздальского княжества. Отряд Евпатия Коловрата нанёс серьёзный урон монголо-татарам, и только после применения против него камнеметательных орудий был полностью уничтожен. Из всех воинов уцелели только пять человек, которым Батый отдал тело их воеводы. Согласно «Мазуринскому летописцу», Евпатий Коловрат был похоронен в Рязани 11 января 1238 года.
После погрома в декабре 1237 года Рязань в прежнем виде уже не восстановилась. В. П. Даркевич отмечал, что несмотря на сообщения «Повести о разорении Рязани Батыем» о том, что Ингварь Ингваревич «обновил землю Рязанскую, и церкви поставил, и монастыри построил, и пришельцев утешил, и людей собрал», археологические раскопки показали, что после катастрофы интенсивная жизнь в городе не возобновлялась. Археологическая экспедиция, изучавшая Старую Рязань, не обнаружила там культурного слоя послемонгольского времени. Только в южной части городища было найдено несколько усадеб, датируемых XVII столетием. При этом, по мнению филологов Литвиной А. Ф. и  Успенскому Ф. Б., называть Ингваря Ингваревича историческим лицом едва ли возможно.
Вскоре после уничтожения Рязани столица княжества была перенесена в Переяславль-Рязанский, который с 1778 года стал по указу Екатерины II именоваться Рязанью.

## Археологические раскопки
Археологические исследования Старой Рязани начались в 1836 году и на протяжении более чем одного столетия они были редкими. В 1945 году к раскопкам приступила экспедиция Института истории материальной культуры Академии наук под руководством А. Л. Монгайта, которая работала в Старой Рязани до 1950 года. Спустя 16 лет А. Л. Монгайт возобновил исследования. В 1970 году археологическую экспедицию возглавил В. П. Даркевич, руководивший ею до 1979 года. В 1994 году к раскопкам в Старой Рязани приступил А. В. Чернецов — доктор исторических наук, профессор, заведующий отделом славяно-русской археологии Института археологии Российской Академии наук. С 2010 года он стал научным руководителем Старорязанской экспедиции Института археологии РАН. Ныне в Старой Рязани работает совместная археологическая экспедиция Рязанского историко-архитектурного музея-заповедника и Института археологии РАН при поддержке РГНФ под руководством И. Ю. Стрикалова.
За все время исследований на городище были обнаружены три каменных храма, предметы древнерусского искусства, жилые и производственные комплексы, кладбища разных эпох. Среди находок 16 кладов, первый из которых был обнаружен в 1822 году при опахивании крестьянами дороги на Южном городище, рядом со Спасским собором.
Археологические раскопки подтвердили данные «Повести о разорении Рязани Батыем» о том, что монгольско-татарскими туменами было уничтожено подавляющее большинство жителей города и укрывшихся в нём людей из окрестных населенных пунктов:
Систематические раскопки братских могил жертв монгольского нашествия наша экспедиция провела в 1977—1979 годах на подоле вблизи Оки и около бывшего усадебного дома Стерлиговых у южной околицы деревни Фатьяновка.

Изучение антропологических материалов показало: из 143 вскрытых погребений большинство принадлежит мужчинам в возрасте от 30 до 40 лет и женщинам от 30 до 35 лет. Много детских захоронений, от грудных младенцев до 6—10 лет. Это рязанцы, которых завоеватели истребили поголовно, многих уже после взятия города. Юношей, девушек и молодых женщин, оставшихся в живых, вероятно, разделили между воинами. Найден скелет беременной женщины, убитый мужчина прижимал к груди маленького ребёнка. У части скелетов проломлены черепа, на костях следы сабельных ударов, отрублены кисти рук. Много отдельных черепов. В костях застряли наконечники стрел. Жителей городов, оказавших упорное сопротивление, ожидала жестокая расправа. <...> По рассказам летописцев, после падения Рязани (Старой) — мужчин, женщин и детей, монахов, монахинь и священников уничтожали огнём и мечом, распинали, поражали стрелами. Пленникам рубили головы: при раскопках А. В. Селивановым Спасского собора обнаружены скопления из 27 и 70 черепов, некоторые со следами ударов острым оружием.
Согласно данным археологов, погибших рязанцев хоронили без гробов в братских могилах. Похороны проходили по христианскому обряду, тела клались головой на запад, с руками, сложенными на груди.

## В культуре
- Оборона Рязани описана в романе Василия Яна «Батый» (из трилогии «Нашествие монголов»).
- В 1969 году Ефим Исаакович Дешалыт создал диораму «Героическая оборона Старой Рязани от монголо-татарских войск в 1237 г.». В настоящее время диорама выставлена в Рязанском историко-культурном музее-заповеднике «Рязанский кремль»[32].
- В 1985 году в СССР вышел мультфильм «Сказ о Евпатии Коловрате» режиссёра Романа Давыдова[33].
- Осада Рязани является одним из главных сюжетов российского фильма «Легенда о Коловрате», вышедшего на экраны в 2017 году. Режиссёр — Джаник Файзиев[34].